# 特克斯和凱科斯群島旗幟
特克斯和凱科斯群島旗幟旗幟於1968年11月7日起開始使用。旗幟為藍地，左上方為英國國旗，右側為特克斯和凱科斯群島當地的紋章。紋章為盾形黃地，圖案是海螺殼、龍蝦和仙人掌。